# Chiesa di Santa Sofia (Giugliano)
La collegiata di Santa Sofia è la chiesa madre di Giugliano in Campania, in città metropolitana di Napoli e diocesi di Aversa.
Si eleva a lato del Corso Campano, asse viario principale del centro cittadino, su una gradevole piazzetta alberata: il 23 febbraio 1632 vi fu sepolto Giovan Battista Basile, autore de La gatta Cenerentola.

## Storia
La chiesa fu edificata a partire dalla metà del XVI secolo sul luogo dove prima sorgeva una piccola chiesetta dedicata a Santa Sofia e un oratorio intitolato al Corpo di Cristo. Alcuni ampliamenti sono attributi a un progetto di Domenico Fontana, che sembra essersi ispirato alla chiesa romana di Sant'Andrea della Valle: analoga a questa è infatti la pianta a navata unica con cappelle, transetto e grande cupola all'incrocio. Dal 1730 al 1745 Domenico Antonio Vaccaro, uno tra i più geniali ed estrosi architetti napoletani del tempo, fu incaricato di completarla; a lui si devono anche la ridecorazione in stucchi dell'interno e il disegno del pulpito in marmo.
Alla fine del XIX secolo il campanile fu smontato e rimontato nell'attuale posizione; durante la seconda guerra mondiale la cupola fu danneggiata e poi ricostruita. Nel 2024 sono iniziati i lavori per il rifacimento parziale della cupola.

## Esterno

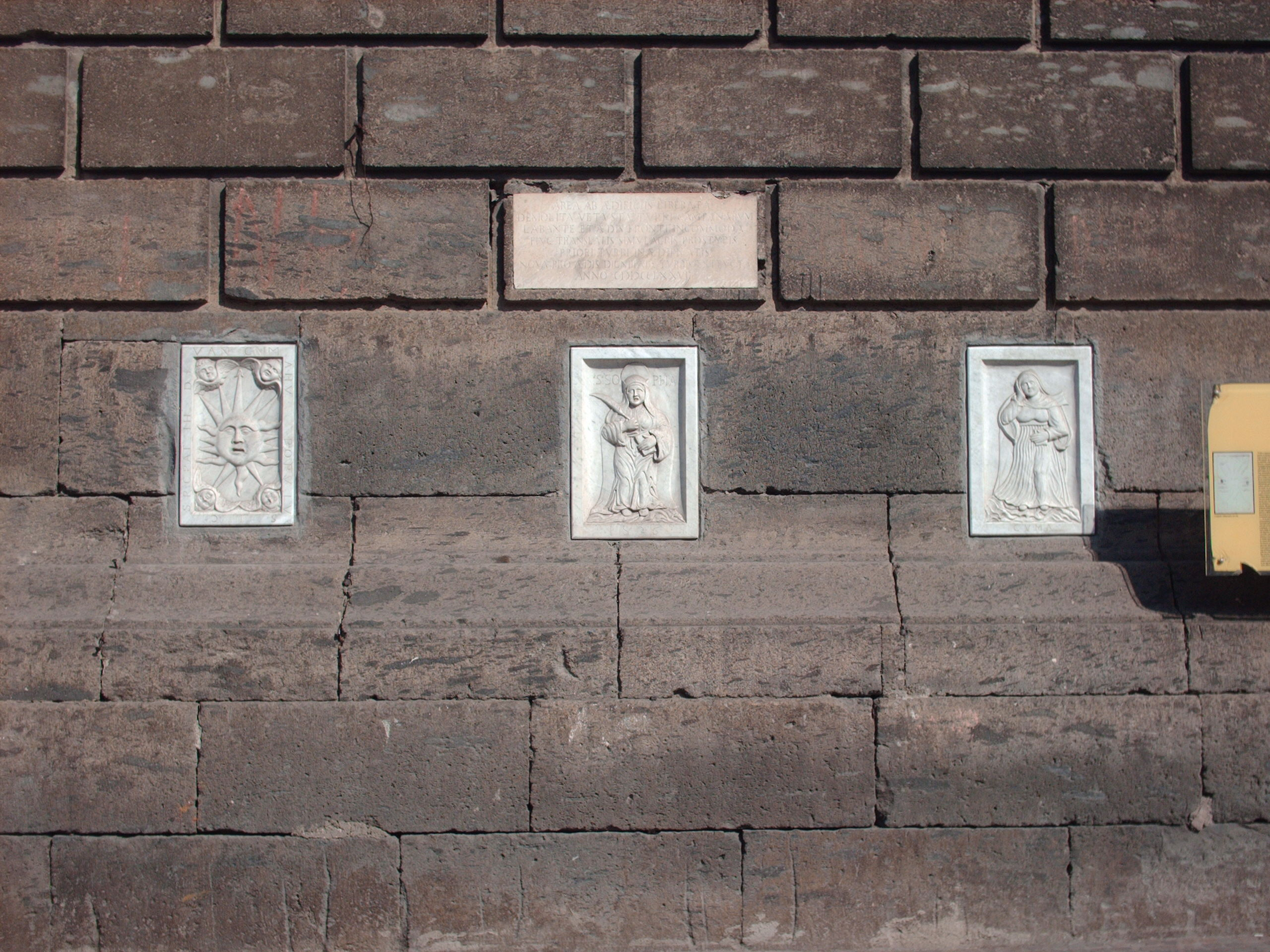
Le lapidi incastonate nel campanile

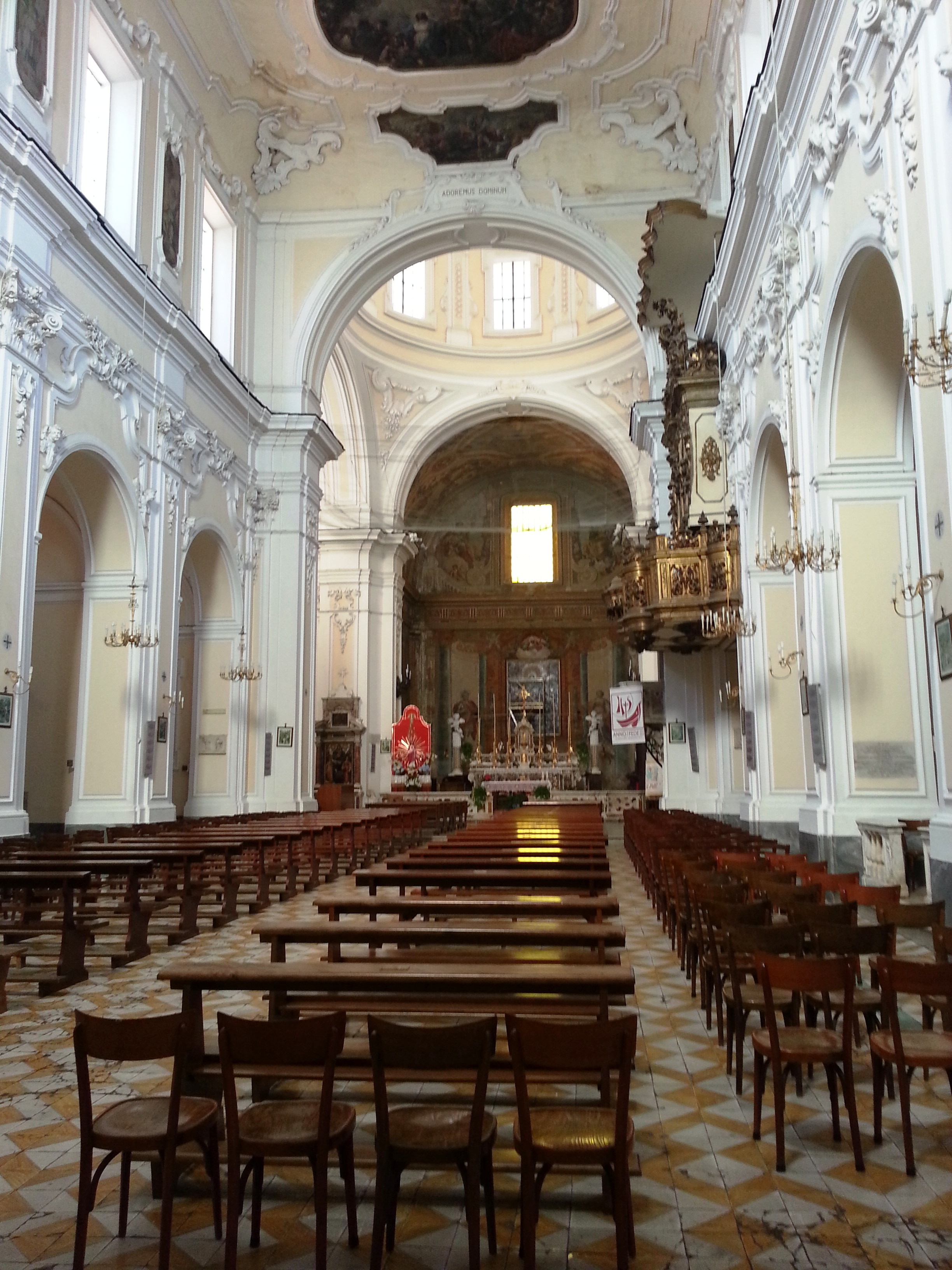
Vista della navata dall'ingresso

### La facciata
La facciata, dalle sobrie linee tardomanieriste e conclusa a timpano, presenta la classica spartizione in lesene elevate su uno zoccolo, un finestrone centrale ed un bel portale in piperno del XVII secolo. Sui due lati dell'ingresso vi sono due lapidi marmoree, una ricorda Giovan Battista Basile e l’altra Papa Urbano VIII.

### Il campanile
Il campanile, su tre piani, è del XVIII secolo: si eleva su un basamento dove erano collocate interessanti sculture del XV secolo, oggi sostituite da copie perché rubate: una di queste raffigurante una donna gravida con la scritta Cuma, divenne col tempo stemma e simbolo della città di Giugliano. Le altre due sculture rappresentano un sole radiante e santa Sofia con la penna della sapienza (dal greco antico σοφία "Sophia" letteralmente significa "sapienza","saggezza").

### La cupola principale
La cupola irrompe all'attenzione dell'osservatore con la sua bicromia ad embrici maiolicati giallo-verdi, diversa dal resto dell'esterno, sobriamente decorato. Si imposta su un tamburo finestrato e culmina con un elegante lanternino di gusto rococò, a sua volta concluso in alto da un globo metallico.

## Interno
L'interno, particolarmente luminoso, è forse una delle massime realizzazioni del barocco-rococò della zona a nord di Napoli. Le proporzioni ariose e magniloquenti dell'interno, già definite nel Seicento, si sposano armoniosamente con le vibranti decorazioni del Vaccaro che scandiscono le pareti, gli arconi delle cappelle, le finestre e le cornici.
Nella navata unica, con cinque cappelle per lato, si segnala soprattutto il grande organo seicentesco, opera dell'intagliatore Fabrizio Cimino sulla destra di chi entra, il pavimento maiolicato ed il soffitto cassettonato che incornicia tele di Nicola Cacciapuoti, XVIII secolo.
Notevole è anche il presbiterio, con la zona absidale recintata da una balaustra in marmi policromi, grandioso altare ed affreschi sempre del XVIII secolo. In particolare, l'altare maggiore venne realizzato su commissione di Francesco Grillo, feudatario e duca di Giugliano.
A sinistra della navata, la Cappella del Tesoro di San Giuliano, finemente decorata, fu edificata nel 1631 in occasione dell'arrivo in città delle reliquie del santo da Sora, conservate in reliquiari d'argento.
Nel novembre del 1998 furono trafugate dalla cappella ben otto tele di pittori dell'ambito di Andrea Vaccaro e Pacecco De Rosa, che raffiguravano Santi e scene di martirio, alcune ritrovate nel 2015.
Nella chiesa si segnala una tela raffigurante la Caduta di San Paolo, firmata e datata 1634, di Giuseppe Marullo (replica di un'altra conservata nella chiesa di San Paolo Maggiore a Napoli; si ricorda che Marullo a Giugliano studiò con un certo interesse la Presentazione della Vergine al tempio (1618), opera giovanile di Massimo Stanzione conservata nella chiesa dell'Annunziata).